# Barbara Hershey
Barbara Hershey [bárb'ra hérši] (rojena Herzstein), ameriška filmska igralka, * 5. februar 1948, Hollywood, Kalifornija, ZDA.
Ena najbolj izurjenih ameriških igralk se je rodila očetu, poklicnemu kockarju. Hodila je na gimnazijo v Hollywoodu in kmalu pokazala svojo nadarjenost. Prvič je nastopila leta 1965 kot gostja v treh epizodah situacijsko komične televizijske nanizanke Gidget. Nato je leta 1966 nastopila v televizijski nadaljevanki Monroejevi (The Monroes). Delo pri tej nadaljevanki ji je presedalo in je pod psevdonimom celo pisala pisma producentom, da bi jo ukinili.